# Laticaudinae
Laticaudinae – podrodzina węży morskich, do której tradycyjnie zaliczane są 3 rodzaje (Aipysurus, Emydocephalus i Laticauda) z 12 gatunkami. Z niektórych analiz kladystycznych wynika, że Aipysurus i Emydocephalus są bliżej spokrewnione z wężami zaliczanymi do podrodziny Hydrophiinae niż z Laticauda; Lawson i współpracownicy (2005) zaliczyli wszystkie trzy rodzaje do Hydrophiinae. W porównaniu z przedstawicielami Hydrophiinae węże z rodzaju Laticauda są słabiej przystosowane do życia w wodzie, mogą też w niektórych sytuacjach (np. na czas godów i składania jaj) wychodzić na ląd. Gatunki należące do rodzaju Laticauda są jajorodne, zaś te należące do rodzajów Aipysurus i Emydocephalus - jajożyworodne.
Przedstawicielami podrodziny są m.in. wiosłogony i krępacze.